# Щатски университет на Минас Жерайс
Щатският университет на Минас Жерайс (на португалски: Universidade do Estado de Minas Gerais) е университет в град Бело Оризонти, Бразилия.
Основан е през 1989 година с обединяването на няколко висши училища и има клонове в няколко други градове на щата Минас Жерайс. Днес той е третият по големина университет в щата, като в него се обучават около 22 хиляди студенти и докторанти.